# Dragon: Legenden om Bruce Lee
Dragon: The Bruce Lee Story er en amerikansk biografisk actiondrama- og kampsportfilm fra 1993 baseret på skuespilleren og kampsportlegenden Bruce Lees liv. Filmen er skrevet og instrueret af Rob Cohen og har Jason Scott Lee, Lauren Holly og Robert Wagner i hovedrollerne.  Dragon: Legenden om Bruce Lee var dedikeret til Brandon Lee, der døde 2 måneder tidligere mens han optog sin sidste film, The Crow.
Filmen blev godt modtaget af kritikerne og blev en moderat publikumssucces.

## Handling
En biografisk film om kampsportlegenden Bruce Lee, som hovedsageligt handler om hans liv fra han startede karrieren i USA og til hans død. Gennem hele filmen kæmper han psykologisk med mareridt hvor han konfronterer en ond dæmon (spillet af Sven-Ole Thorsen) i sort samurai-rustning, der hjemsøger ham. Han starter sin karriere i San Francisco i Californien.

## Om filmen
Anmelderne
Filmen blev godt modtaget af kritikerne, noget som genspejles i at den har fået så meget som 82% på Rotten Tomatoes (august 2011). Den amerikanske filmkritiker Roger Ebert gav den 2,5 af 4 stjerner.
Publikum
Filmen indtjente $63,5 millioner på verdensbasis, heraf $35 millioner i USA. Produktionsomkostningerne var på $14 millioner.

## Rolleliste
- Jason Scott Lee : Bruce Lee
- Lauren Holly : Linda Lee
- Robert Wagner : Bill Krieger
- Michael Learned : Vivian Emery
- Nancy Kwan : Gussie Yang
- Ed Parker, Jr. : Ed Parker
- Lim Kay-tong : Philip Tan
- Ric Young : Bruces far
- Wang Luoyong : Yip Man
- Sterling : Jerome Sprout
- John Cheung : Johnny Sun
- Sven-Ole Thorsen : The Demon
- Eric Bruskotter : Joe Henderson
- Aki Aleong : Principal Elder
- Clyde Kusatsu : History teacher
- Michael Cudlitz : Tad Overton
- Van Williams : Instruktør på The Green Hornet
- Lala Sloatman : Sherry Schnell
- Rob Cohen : Instruktør på Enter the Dragon